# J. D. Fortune
Jason Bennison (Mississauga, Canadá, 1 de septiembre de 1973), más conocido por su nombre artístico J.D. Fortune, es un cantante y compositor canadiense.
Fue el ganador del reality show de la CBS llamado Rock Star: INXS, en el cual se escogería al nuevo cantante de la agrupación australiana INXS, en reemplazo del fallecido Michael Hutchence. Fortune se convirtió en el nuevo vocalista de INXS y estuvo con la banda hasta agosto de 2011.
Con INXS grabó el álbum de estudio Switch en el año 2005. Luego de su salida de la banda, inició una carrera como solista.

## Discografía

### INXS
2005 - Switch